# Insomnia (film)
Insomnia (titlu original: Before I Wake, cunoscut și ca Somnia) este un film american din 2016 regizat de Mike Flanagan. Este creat în genurile thriller de groază. Rolurile principale au fost interpretate de actorii Kate Bosworth, Thomas Jane și Jacob Tremblay. Scenariul este scris de Mike Flanagan și Jeff Howard.

## Prezentare
După ce băiețelul lor a decedat, un cuplu înfiază un copil orfan. Dar acesta are o abilitate specială: visele și coșmarurile sale se manifestă fizic, în realitate.

## Distribuție
- Kate Bosworth - Jessie Hobson
- Thomas Jane - Mark Hobson
- Jacob Tremblay - Cody Morgan
- Annabeth Gish - Natalie Friedman
- Topher Bousquet - The Canker Man
- Dash Mihok - Whelan Young
- Jay Karnes - Peter
- Lance E. Nichols - Detective Brown
- Kyla Deaver - Annie
- Hunter Wenzel - Tate
- Antonio Evan Romero - Sean
- Scottie Thompson - Teacher
- Justin Gordon - Dr. Tennant

## Producție
Filmările au început la 11 noiembrie 2013, în Fairhope, Alabama. La 12 decembrie, au fost făcute filmări la Academia Barton. Filmările au fost finalizate la 16 decembrie 2013. Coloana sonoră a fost creată de Danny Elfman și The Newton Brothers.

## Lansare și primire
A avut încasări de 3,3 milioane $.